# Anna Jantar
Anna Jantar (Poznań, 1950. június 10. – Varsó, 1980. március 14.) lengyel énekesnő. Rövid karrierje ellenére Lengyelország legnagyobb énekesnői között tartják számon.

## Élete
Anna Szmeterling néven született Poznańban. Egyik nagyszülője magyar származású volt. Már korán felfigyeltek zenei tehetségére, eredetileg azonban zongoristának készült. Énekesnői karrierje 1969-ben kezdődött, amikor fellépett egy krakkói táncdalfesztiválon. Rövidesen a Waganci együttes tagjává vált, akinek egyik tagjával, Jarosław Kukulskival 1971-ben össze is házasodott. Egy gyermeke született, Natalia Kukulska, aki maga is énekesnő lett.
Az énekesnő 1972-ben vette fel az Anna Jantar művésznevet és így vált ismertté. A következő években számos lengyel és nemzetközi dalfesztiválon ért el sikereket. Nemcsak Lengyelországban, de az NDK-ban, Finnországban, Magyarországon, Bulgáriában és a Szovjetunióban is népszerűvé vált. 
Anna Jantar a LOT New York-ból érkező 007-es járatának varsói leszálláskor történő balesetében veszítette életét 1980-ban.

## Stílusa
Bár legtöbb száma "tipikus" hetvenes évekbeli táncdal, számos egyéb stílusban is kipróbálta magát. Így vannak rock, disco, country és jazz jellegű dalai is. Anna Jantar a lengyel mellett németül és angolul is énekelt. Feldolgozta többek között a Grease musical két dalát ("Hopelessly Devoted to You", "You are the only one that I want") és Kovács Kati "Nálad lenni újra jó lenne" című számát is.

## Diszkográfia
- 1974 – "Tyle słońca w całym mieście"
- 1975 – "Za każdy uśmiech"
- 1979 – "Zawsze gdzieś czeka ktoś"
- 1980 – "Anna Jantar"